# Wyeomyia leucostigma
Wyeomyia leucostigma är en tvåvingeart som beskrevs av Lutz 1904. Wyeomyia leucostigma ingår i släktet Wyeomyia och familjen stickmyggor. Inga underarter finns listade i Catalogue of Life.